# Nina Pacari
Nina Pacari Vega Conejo, antes María Estela Vega Conejo (Cotacachi, Imbabura, 9 de octubre de 1961), es una abogada, dirigenta indígena y política ecuatoriana de origen kichwa.

## Biografía
Es la primogénita de ocho hermanos, quien a su vez se encargó de la educación de todos. Sus estudios primarios los realizó en la escuela Santísimo Sacramento de Cotacachi, sus estudios secundarios los recibió en el colegio Luis Ulpiano de la Torre el ciclo básico y el diversificado, en el Instituto Alfredo Pérez Guerrero de San Pablo de Lago.
Fue inscrita como María Estela, pero a la edad de 24 años cambió oficialmente sus nombres castellanos por los kichwas Nina Pacari (del kichwa nina "fuego", "luz", y paqariy "aparecer", "amanecer": "fuego del amanecer").
Estudió jurisprudencia en la Universidad Central del Ecuador en Quito, donde obtuvo el título de doctora en jurisprudencia, ahí conoció a otros estudiantes indígenas y ya comenzó a pugnar por los derechos de los indígenas y la defensa de la lengua kichwa.
Nina Pacari colaboró como abogada en la Federación de los pueblos Kichwa de la Sierra Norte del Ecuador (FICI), una organización en Imbabura que ahora es miembro de ECUARUNARI. Después fue abogada de comunidades kichwas en la provincia de Chimborazo.
En 1989 se hizo consejera jurídica de la confederación indígena CONAIE, fundada en 1986. En el levantamiento de 1990 apoyó a comunidades indígenas en Chimborazo y participó en las negociaciones con el gobierno. En 1994 elaboró un proyecto de ley agraria contra el proyecto del presidente Sixto Durán Ballén, que debido a la resistencia de los campesinos no fue realizado.
En 1997 fue representante de la provincia de Chimborazo en la asamblea nacional y colaboró en la elaboración de la nueva constitución. En agosto de 1998 fue elegida al Congreso Nacional del Ecuador como primera mujer indígena, miembro del Movimiento Pachakutik. 
En el gobierno de Lucio Gutiérrez en 2003 fue la primera mujer indígena de América Latina en ocupar en ocupar un puesto como ministra de relaciones exteriores, pero dejó el gobierno junto con el ministro de agricultura Luis Macas.
En mayo de 2007 fue elegida jueza del Tribunal Constitucional, hoy Corte Constitucional.
En 2017 hasta el día de hoy, ofrece sus conocimientos en la primera Escuela Itinerante de Derecho Kichwa del Instituto de Ciencias Indígenas Pacari, en donde pretende enseñar sobre su propio derecho.
Actualmente, Nina Pacari es docente de la maestría en Derecho Constitucional que se dicta en la Universidad Indoamérica.

## Obras
- Las cultures nacionales en el estado multinacional ecuatoriano. Antropología, cuadernos de investigación 3 (noviembre de 1984): 113-22.
- Los indios y su lucha jurídico-política. Revista ecuatoriana de pensamientomarxista 12 (1989): 41-47.
- Levantamiento indígena. In Sismo étnico en el Ecuador: Varias perspectivas, editado por José Almeida et al., 169-86. Quito, Ecuador: CEDIME--Ediciones Abya-Yala, 1993.
- Taking on the Neoliberal Agenda. NACLA Report on the Americas 29,no. 5 (March-April 1996): 23-32

## Premios y condecoraciones
Nina Pacari ha recibido varias distinciones por sus acciones de desarrollo local durante los años noventa en los corregimientos de Guamote y Otavalo, así como en la provincia de Tungurahua. También ha recibido las siguientes condecoraciones y distinciones:
- Miembro de Honor de la Asociación de Funcionarios y Empleados del Instituto Ecuatoriano de Seguridad Social, por «su labor solidaria y desinteresada en la defensa de la seguridad social en el Ecuador», marzo de 2000
- Premio Dolores Cacuango a la Defensa de los Derechos de la Mujer, 2000
- Orden de Antonio José de Irisarri, con rango de Gran Cruz en Guatemala, mayo de 2003
- Orden Ixmukane, del Ministerio de Cultura de Guatemala, «en reconocimiento a su trayectoria académica y política y sus aportes al desarrollo con identidad de los pueblos indígenas», junio de 2003